# Nick Curtis

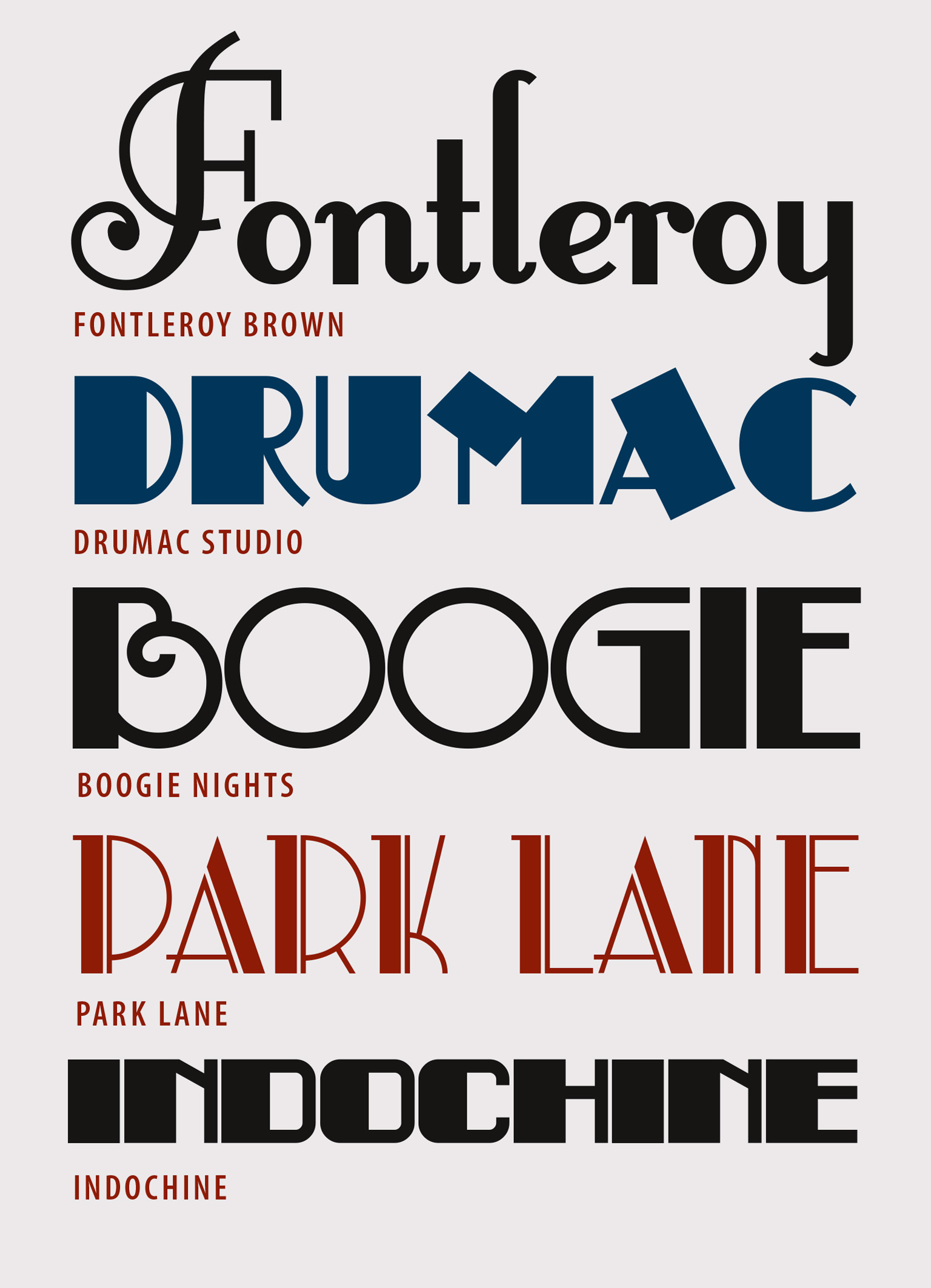
Fonts von Nick Curtis

Nick Curtis (* 22. Februar 1948 in Chicago) ist ein US-amerikanischer Grafikdesigner, Schriftentwerfer und Schriftlabel-Betreiber. Seine Schriften – unterschiedlichen Angaben zufolge zwischen 600 und über 1000 – sind Gebrauchs- und Deko-Schriften; stilistisch sind sie den Richtungen Art déco sowie typografischer Revivalismus zuzuordnen. Ein Teil wird kommerziell vertrieben; ein nicht unerklecklicher Rest ist als Freeware verfügbar. Das Gros seiner Fonts vertreibt er über sein Label Nick’s Fonts; rund ein Dutzend wurde in das Sortiment kommerzieller Anbieter wie ITC und Bitstream übernommen.

## Biografie
Als ältestes von acht Kindern wurde Nick Curtis in Chicago geboren und wuchs dort in der South Side auf. 1952 zog die Familie nach Texas um. Eigenen Angaben zufolge wurde sein grafischer Geschmack stark von TV-Sendungen der 1950er geprägt. Das TV-Programm jener Zeit, so Curtis rückblickend in einem Interview, sei stark von Filmen und Zeichentrick-Serien der 1930er geprägt gewesen, und diese wiederum stark von dem damals modernen Art déco. Konkretes Interesse für Typografie weckte ein Zufallsfund im Jahr 1962: ein in einer Müllansammlung befindliches Schriftmusterbuch der Firma Jaggers-Chiles-Stovall Typographers, Dallas. Nah mit grafischer Gestaltung zu tun hatten darüber hinaus seine ehrenamtliche Tätigkeiten während seiner Highschool-Zeit – in der Theater-AG, der Schülerzeitung sowie dem Highschool-Jahrbuch.
Seine zweite grafisch-typografische Prägung fand Curtis zufolge während seiner College-Zeit in den späten 1960ern statt. Prägender Einfluss war speziell die Rockposter-Bewegung, welche im Zug der Flowerpower-Bewegung auflebte und stark auf Elemente von Jugendstil sowie Art déco zurückgriff. Nach dem College arbeitete Curtis als Grafikdesigner in unterschiedlichen Institutionen und Unternehmen: einem College, als freiberuflicher Konzertplakatgestalter in den späten 1960er Jahren, einer Computerfirma, einer Werbeagentur, einer Firma für audiovisuelle Präsentationen, bei einem NBC-Fernsehsender sowie einem Druckvorstufe-Betrieb.
Erste Schriftentwürfe entstanden Anfang der 1990er-Jahre. 1997 zog Curtis an die Ostküste um – nach Gaithersburg sowie Alexandria in den Bundesstaaten Maryland und Virginia. Etwa zeitgleich begann er, Schriften auch auf dem Computer zu erstellen. Anlass war die Fonterstellungs-Software Fontographer, die ihm ein Freund überlassen hatte, der die Bedienung des Programms als zu schwierig empfand. Die ersten Versuche erbrachten noch recht unprofessionelle Ergebnisse. Mit der Zeit allerdings verbesserte Curtis seine Programm-Fertigkeiten. In den Jahren 2000 und 2001 lizenzierte er mehrere Schrift-Designs an Agfa-Monotype, Bitstream sowie die International Typeface Corporation (ITC). In den Anfangszeiten hatte er seine Fonts kostenlos zur Verfügung gestellt. Im April 2001 gründete Curtis sein eigenes Label mit dem Namen Nick’s Fonts.
Seine Schriften vertrieb er seither in einer Art Mischkalkulation – teils kostenlos, teils kommerziell über das eigene Label sowie als Lizenzvergaben. Im Jahr 2013 stellte er die Herstellung von Schriften ein und schenkte seine Sammlung seltener Bücher und Schriften der Universität von Virginia. Die Foundry-Webseite Nick’s Fonts ist – Stand 2024 – weiter präsent. Der Verkauf erfolgt zwischenzeitlich über das Portal MyFonts, welches auch eine Kurzbeschreibung der Foundry sowie einen Schriften-Überblick offeriert.

## Werk
Eigenen Angaben zufolge hat Curtis mehr als tausend Schriften entworfen – knapp die Hälfte davon als Kostenlos-Fonts. Das Portal MyFonts führt 609 veröffentlichte Fonts auf, die Website Fonts in Use kommt in ihrer Auflistung auf eine Anzahl von rund 650. Rund ein Dutzend wurden bei großen Anbietern wie Bitstream und ITC veröffentlicht; der Rest wird entweder bei Nick’s Fonts angeboten, dem Monotype-Portal MyFonts oder aber auf Download-Portalen für Freeware-Schriften.
Stilistisch werden die Schriften von Nick Curtis dem Revivalismus zugeordnet. Das Gros davon sind Art-Déco-Zierschriften. In Curtis’ Œuvre finden sich allerdings auch Neuzeichnungen historischer Originale wie etwa der Ege-Schrift (Originaldesign: Eduard Ege, 1923) oder der Schelter Grotesk, einer deutschen Serifenlosen aus dem 19. Jahrhundert. Die meisten von Curtis’ Schriften offerieren lediglich einen Schnitt; einige sind als Layer-Fonts angelegt, mit Alternativ-Schnitten versehen oder – in eher selteneren Fällen – entlang konventioneller Strichstärken wie Light, Normal und Bold abgestuft. Das Gros seiner Schriften besteht aus Versal-Alphabeten mit einer entsprechend reduzierten Zeichenausstattung. Seine Vorliebe für die verspielte Gestaltung des Art déco hat Curtis zu mehreren Gelegenheiten kundgetan. In einem Interview auf der Typografie-Webseite Planet Typographie konstatierte er 2003: „Im Allgemeinen ist die Art-Déco-Typografie verspielt, einfallsreich, ein wenig raffiniert und ein wenig naiv – alles Eigenschaften, die ich sehr ansprechend finde.“
Ökonomisch gesehen betrachtet er die Arbeit als Displayfont- und Zierschriftengestalter als nicht sehr lukrativ. Ideentechnisch ein Glücksfall sei für ihn die örtliche Nähe zur Library of Congress gewesen. Alle sechs Wochen habe er sich dort mit Material eingedeckt, das als Anschauungsmaterial für neue Entwürfe diente. Eine für ihn typische Arbeitsweise sei, dass er stets eine Reihe Fonts gleichzeitig in der Entwicklung habe. Seine Grundmethodik beim Erstellen neuer Schriften charakterisierte er als das Aufstellen von Regeln, an deren Ende dann der einheitliche Look der erstellten Schriftzeichen stehe. Als vorbildhafte Schriften in dem Genre, in dem er tätig sei, führte er die ITC Anna (als rundum gelungene Art-Déco-Schrift), die Bodega von Greg Thompson und die Jimbo von Jim Parkinson auf.

## Auszeichnungen und Verbands-Mitgliedschaften
- 2001: Preis des Type Directors Club für ITC Jeepers und Woodley Park in der Kategorie „beste neue Schriftdesigns des Jahres“.[3]

- Resident Associate der Smithsonian Institution[3]
- Registered Researcher der Library of Congress[3]
- Mitglied der Internet Type Designer Association[3]